# Tároló formátum
A tároló formátum vagy konténerformátum egy számítógépes meta-fájlformátum, aminek a specifikációja az adatok és metaadatok tárolásának (nem a kódolásának!) módját írja le. Tehát egy program, ami képes megnyitni a konténerfájlt, még nem feltétlenül tudja dekódolni az abban tárolt adatokat. Ennek oka lehet a szükséges kodek hiánya, vagy a metaadatok elégtelensége.
Egy tároló formátum elvileg mindenféle adatot magába foglalhat. Bár ilyen teljesen általános tároló formátumra is van példa (ilyen a Microsoft Windowsban található DLL-fájlformátum), a legtöbb tároló formátumot valamilyen speciális célra fejlesztették ki. Egy népszerű felhasználási módjuk a multimédiás anyagok tárolása. Mivel rengeteg, különböző algoritmust használó audio- és videokodek létezik, praktikus egyszerűsíteni a felhasználásukat azzal, hogy szabványosított konténerfájlban helyezik el ezeket a hozzájuk tartozó feliratokkal, fejezetinformációkkal stb. együtt.
Az egyik legkorábbi keresztplatformos tároló formátumok a Distinguished Encoding Rules (DER) és az 1985-ös Interchange File Format (IFF) voltak.

## Multimédiás tároló formátumok
A multimédiás konténerfájl feladata a különböző adattípusok azonosítása és összefésülése (interleave). Néhány egyszerűbb konténerformátum több audiokodeket támogat, míg a fejlettebb konténerformátumok több audio- és video-adatfolyamot, feliratokat (különböző nyelveken), fejezetinformációkat, metaadatokat (címkéket) képesek tárolni – a különböző adatfolyamok egyszerre történő lejátszásához szükséges szinkronizációs adatok mellett. A legtöbb esetben a fájl fejlécét, a metaadatok nagy részét és a szinkronizációs adatcsomagokat a konténer formátuma meghatározza. Léteznek például konténerformátumok az optimalizált, alacsony minőségű, internetes videoközvetítésre, amik eltérnek a jó minőségű DVD-lejátszás követelményeitől.
A tároló formátumok részeinek különböző neveket adtak: „chunk” („jókora adag”) a RIFF és PNG formátumoknál, „packet” („csomag”) az MPEG-TS-ben (a kommunikációs szóhasználatból átvéve), és „segment” („szegmensek”) a JPEG esetében. Az egyes csomagok lényegi tartalmát adatnak vagy hasznos tehernek (payload) nevezik. A legtöbb konténerformátumban az egymás után következő csomagok fejléccel kezdődnek, míg pl. a TIFF az offseteket (az eltolódás nagyságát) tárolja. A modulárisabb csomagokkal könnyebb helyreállítani elveszett csomagok, bitcsúszás vagy a fájl sérülése esetén, míg az offseteknél a bitcsúszás kerethibát okoz.
Néhány tároló formátum kizárólagosan hangadatokat tartalmaz:
- AIFF (IFF fájlformátum, széles körben alkalmazott Mac OS platformon)
- WAV (RIFF fájlformátum, széles körben alkalmazott Windows platformon)
- XMF (Extensible Music Format)

Más tároló formátumokat állóképekre specializáltak:
- FITS (Flexible Image Transport System) állóképek, nyers adatok és a hozzájuk tartozó metaadatok.
- TIFF (Tagged Image File Format) állóképek és a hozzájuk tartozó metaadatok.

Létezik még sokféle flexibilis tároló formátum, amik számos fajta hang-, kép- és egyéb adatot képesek tárolni. A legnépszerűbbek a következők:
- 3GP (főleg mobiltelefonokban használják; az ISO base media file formaton alapul)
- ASF (konténer a Microsoft WMA és WMV-jéhez, utóbbi manapság már nem használ konténert)
- AVI (a szabványos Microsoft Windows-konténer, a WAV-hoz hasonlóan a RIFF-re épül)
- DVR-MS („Microsoft Digital Video Recording”, a Microsoft egyedi videotároló formátuma, az ASF-re épül)
- IFF (az első platformfüggetlen konténer)
- Matroska (MKV) (kodek- és rendszerfüggetlen, elméletileg bármit tartalmazhat. Nyílt szabványú és nyílt forrású tároló formátum).
- MJ2 - Motion-JPEG 2000 fájlformátum, a motion jpeg továbbfejlesztése; az ISO base media file formaton alapul, amit az MPEG-4 Part 12 és a JPEG 2000 Part 12 definiál
- MOV (szabványos QuickTime videokonténer az Apple Inc.-től)
- MPEG program stream (szabványos konténer MPEG-1 és MPEG-2 elemi adatfolyamok számára, megbízható adathordozón való használatra, mint CD- vagy DVD-lemez)
- MPEG-2 transport stream (más néven MPEG-TS) (szabványos konténer digitális műsorszórásra, illetve nem megbízható közegen való átvitelre; használják a Blu-ray lemezeken is. Jellemzően több video- és audiofolyamot tartalmaz, továbbá az elektronikus programfüzetet (szórt műsor esetén))
- MP4 (standard audio- és videokonténer az MPEG-4 multimédiás portfólióhoz; az ISO base media file formaton alapul, amit az MPEG-4 Part 12 és a JPEG 2000 Part 12 definiál
- OGG (szabványos konténer a Xiph.org Vorbis audiokodekjéhez és Theora videokodekjéhez)
- RM (RealMedia; szabványos konténer a RealVideo és RealAudio formátumokhoz)

Számos más konténerformátum létezik, pl. a NUT, az MXF, GXF, ratDVD, SVI, VOB és a DivX Media Format.

## Egyetlen kódolás számára készült formátumok
A tisztán tároló formátumok mellett, amik csak a tárolás módját, nem a kódolást specifikálják, egyes fájlformátumok a tárolási és a kódolási réteget is meghatározzák, a moduláris tervezés és az előre kompatibilitás részeként.
Ilyen a JPEG képformátum számára megtervezett JPEG File Interchange Format (JFIF), és a Portable Network Graphics (PNG).
Elméletben a kódolást ki lehetne cserélni a tárolási réteg változatlanul hagyásával; például a Multiple-image Network Graphics (MNG) a PNG tároló formátumát használja az animált képek tárolására, a JPEG Network Graphics (JNG) a JPEG-kódolású adatokat PNG-tárolóba helyezi. Mindkét esetben azonban az új formátumok mágikus számait megváltoztatták – így végső soron a formátum meghatározza a kódolást, bár egy MNG tartalmazhat PNG- és JPEG-kódolású képeket is.

## Kérdések
A különböző tároló formátumok közötti különbségek öt fő kérdés köré csoportosulnak:
1. Népszerűség; mennyire széleskörűen támogatott a konténer.
2. Többletterhelés (overhead); mekkora a fájlméretkülönbség két azonos tartalmú, különböző konténerbe mentett fájl esetében.
3. Fejlett kodekfunkciók támogatása. A korábbi tároló formátumok, mint az AVI nem támogatják az olyan új képességeket, mint a B-frame (az időben megelőző és későbbi képkocka felhasználásával becsült képkocka), változó bitrátájú (VBR) hang, változó képfrissítés (variable frame rate, VFR). A régebbi formátumokba is gyakran bele lehet erőltetni az új funkciókat, de ez sokszor kompatibilitási problémákhoz vezet.
4. Fejlett tartalmak támogatása, mint fejezetek, feliratok (szöveges vagy képként tárolt), meta-címkék, felhasználói adatok.
5. Streaming media támogatása.

## Fordítás
- Ez a szócikk részben vagy egészben a Container format (digital) című angol Wikipédia-szócikk ezen változatának fordításán alapul.  Az eredeti cikk szerkesztőit annak laptörténete sorolja fel. Ez a jelzés csupán a megfogalmazás eredetét és a szerzői jogokat jelzi, nem szolgál a cikkben szereplő információk forrásmegjelöléseként.